# جاك والعرض الموسيقي الكبير
جاك والعرض الموسيقي الكبير (بالإنجليزية: jack's big music show)‏ هو مسلسل كرتوني أمريكي للأطفال من إخراج وإنتاج شركة نيكولوديون

الدُّمية المتحركة «جاك»، وصديقته «ماري»، وكلبه الأليف «ميل»، يلجأون إلى ناديهم الذي يستمتعون فيه بتأليف وعزف الموسيقى المحبّبة لديهم، ويستقبلون بالنادي أحيانًا موسيقيين مشهورين، وآخرين من الجيران والزوّار.
يجمع حب الموسيقى الدُّمى المتحركة الثلاثة، ويعتبرون ناديهم الخاص أحبّ الأماكن إليهم، وتزداد سعادتهم عندما يشاهدون إعجاب واستمتاع الآخرين بما يقدمونه من موسيقى ممتعة.

## الشخصيات
- جاك: بطل المسلسل ومحور أحداثه الرئيسي يستمتع بقضاء الوقت مع صديقته «ماري»، وكلبه «ميل» في ناديهم الخاص الغناء والموسيقى والرقص أحبّ الأشياء إليه واهتمامه بتعلُّم كل أنواع الموسيقى ويُمكِّنه من تأليف ألحان وأنغام مبتكرة وممتعة وهو أيضا لطيف متعاون، ومخلص ومحبٌّ لأصدقائه

- ميل: كلب «جاك» الأليف المخلص جدًّا له يشارك صاحبه «جاك» وصديقته «ماري» عزف الموسيقي بناديهم الخاص رغم أنه لا يتكلم، وينبح فقط، إلا أن «جاك» يفهمه تمامًا ويعتبره «جاك» صديقًا له، وليس مجرد كلب أليف يمتلكه ويستمتع بمشاركة «جاك» و«ماري» العزف والمغامرات

المشوِّقة
- ماري: صديقة «جاك» المُقرّبة، وجارته منذ الطفولة تحب الموسيقى، وماهرة في العزف على الأكورديون ويمكنها أيضا العزف على الجيتار وغيره من الآلات الموسيقية هادئة تمامًا وعملية، ولكنها مستعدة دائمًا للمغامرة وتحب اللعب مع أصدقائها، ويمكنها التغلب بمهارة على المشكلات

## وصلات خارجية
- جاك والعرض الموسيقي الكبير على موقع IMDb (الإنجليزية)
- جاك والعرض الموسيقي الكبير على موقع ميتاكريتيك (الإنجليزية)
- جاك والعرض الموسيقي الكبير على موقع كينوبويسك (الروسية)
- جاك والعرض الموسيقي الكبير على موقع قاعدة بيانات الفيلم (الإنجليزية)